# Rejon pogarski
Rejon pogarski (ros. Погарский район) – rejon w Rosji, w obwodzie briańskim, ze stolicą w Pogarze. Od południa graniczy z Ukrainą.

## Historia
Ziemie obecnego rejonu pogarskiego w latach 1508–1514 i 1611–1654 znajdowały się w województwie smoleńskim, w Rzeczypospolitej Obojga Narodów (od oddania przez Władysława IV Trubecka w 1644 były to tereny pograniczne). Od 1654 w granicach Rosji.